# Orchidantha grandiflora
Orchidantha grandiflora är en enhjärtbladig växtart som beskrevs av John Donald Mood och L.B.Pedersen. Orchidantha grandiflora ingår i släktet Orchidantha och familjen Lowiaceae. Inga underarter finns listade.